# Terre de diatomée
 (janvier 2017).
Si vous disposez d'ouvrages ou d'articles de référence ou si vous connaissez des sites web de qualité traitant du thème abordé ici, merci de compléter l'article en donnant les références utiles à sa vérifiabilité et en les liant à la section « Notes et références ».
La terre de diatomée, aussi appelée kieselguhr (ou kieselgur) est une variété de diatomite, une roche sédimentaire siliceuse d'origine organique et fossile, se composant de restes fossilisés de diatomées. Elle est également appelée célite (nom de marque lexicalisé, utilisé en chimie), ou terre d'infusoires.
La granulométrie de la terre de diatomée est généralement comprise entre 10 et 200 µm. Elle est tendre et très légère en raison de sa forte porosité. Cette dernière propriété lui permet d'être utilisée pour la filtration dans l'industrie, notamment pour le vin et en brasserie.

## Formation
La célite est le résidu siliceux des valves de diatomées. Elle est récupérée après sédimentation.

## Utilisations
L’essentiel de l’usage de la célite est la filtration, les autres usages étant aussi variés que la stabilisation d’explosif, la destruction d'insectes ou l'abrasion, la production de réfractaires et comme catalyseur de solutions dans l’industrie chimique.

### Filtration

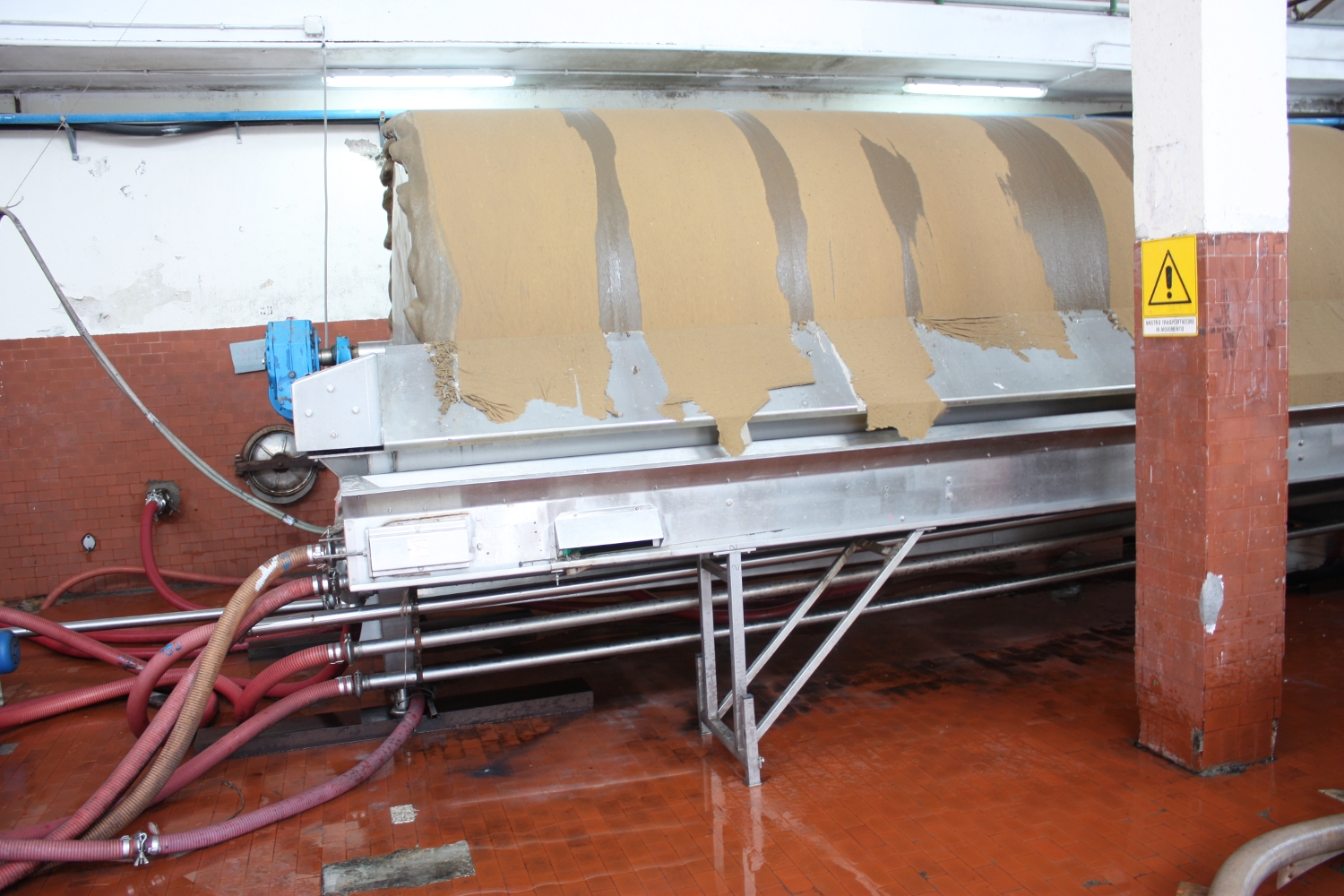
Résidu de filtration du vin par un filtre à diatomées

La filtration sur célite permet de retenir des particules de plus faible dimension que la filtration sur sable. Pour cette raison, la célite est utilisée pour l'épuration des eaux, par exemple des piscines. Contrairement au filtre à sable, la célite n’est pas régénérée.
La filtration sur célite est également pratiquée en chimie pour éliminer des résidus solides qui passeraient au travers d’un filtre en papier, ou qui boucheraient les dispositifs de filtration plus performants (frittés, membranes).
La granulométrie de la célite est idéale pour la filtration du vin qui peut ainsi être efficacement clarifié (voir photo).

### Stabilisation d'explosif
Alfred Nobel a utilisé la célite pour stabiliser la nitroglycérine et empêcher qu’elle n’explose au choc. L’ensemble nitroglycérine-célite a été breveté sous le nom de dynamite en 1867. La célite absorbe jusqu'à 70 % de son poids de nitroglycérine.

### Insecticides en extérieur
La terre de diatomée sert également de pesticide naturel et non toxique, notamment en agriculture biologique : les particules de silice provoquent des lésions du tube digestif des insectes, en particulier les blattes, et des lésions superficielles de la carapace qui entraînent leur mort par déshydratation. Cette méthode est aussi efficace pour l'éradication des punaises de lit. Devant l'augmentation des surfaces et des produits issus de l'agriculture biologique, la terre de diatomée est de plus en plus étudiée par rapport à ses performances. La terre de diatomée est promue dans le but de proposer aux propriétaires d'animaux domestiques et d'élevage de nombreux avantages. 
En 1992, William Quarles publie La Terre de diatomée pour la lutte antiparasitaire où il écrit :  « La silice cristalline, lorsqu'elle est inhalée, peut provoquer la silicose, une maladie mortelle ou d'autres problèmes respiratoires. La terre de diatomées est une forme de silice amorphe elle tue les insectes par dessiccation ». La terre de diatomée est composée de dioxyde de silicium, d'une certaine quantité d'autres minéraux, dont des oligo-éléments. 
Le problème majeur rencontré par les éleveurs peut être la persistance des infestations, malgré l'application du produit. Une équipe du département d'entomologie indienne dont le pays est particulièrement concerné par les problèmes de rendement agricole, a effectué des analyses : leur conclusion a montré dans leur cas une optimisation de l'effet insecticide, lorsque la terre de diatomée contenait une quantité significative d'oxyde de calcium et d'oxyde de manganèse. D'où la stratégie qui pourrait consister à associer plusieurs marques de terre de diatomée, afin d'améliorer les effets.

### Insecticides en intérieur
La terre de diatomée est parfois utilisée pour tuer les punaises de lit afin de dessécher ces insectes : une solution ancestrale[réf. nécessaire] consiste à répandre de la terre de diatomée autour du lit et même dans le lit (version alimentaire), ainsi que dans le reste du logement. C'est un insecticide mécanique inoffensif pour les animaux domestiques et les humains[réf. nécessaire], peu coûteux à l'usage et qui se nettoie d'un simple coup d'aspirateur.
En contrepartie, une étude italienne indique que « pour être efficaces, les terres de diatomée doivent être appliquées à des concentrations élevées, bien supérieures à celles des insecticides conventionnels et dépassant souvent 1 000 ppm. De cette manière, elles créent un aspect poussiéreux sur les produits et peuvent causer des problèmes de santé aux travailleurs, tels que des troubles respiratoires. De plus, leur application sur les produits stockés entraîne une réduction du poids spécifique (rapport poids/volume), ce qui est une caractéristique critique sur le marché international des céréales ».
À noter qu'après quelques jours, la terre de diatomée absorbe de l'eau et de la poussière et perd son efficacité. Donc la poudre est à aspirer et à renouveler régulièrement.[réf. nécessaire]
Une exposition prolongée d'une personne peut cependant exposer à un risque de pneumoconiose, comme la silicose, du fait de sa teneur en silice cristalline (variable selon les terres de diatomée utilisées). La terre de diatomée n'agit que sur les punaises adultes, il faut donc en répandre régulièrement tant qu'il reste des œufs à éclore. Son efficacité s'applique à tous les insectes, même bénéfiques, en absorbant la couche de cire qui leur permet de conserver leur hydratation corporelle, ce qui les dessèche en quelques jours. Il vaut donc mieux éviter d'en répandre à l'extérieur du logement.

### Autres applications
L’utilisation de la célite comme abrasif, par exemple dans le dentifrice, est possible mais également pour le polissage de métal. C'est un abrasif doux.
Ce matériau rentre dans la composition de certains ciments et bétons pour améliorer la résistance à la compression.
Thermostable, il peut subir une forte calcination et ne se transforme pas par dessiccation. Poreux, il peut servir d'isolant thermique.
Il entre également dans la composition des agents de texture pour certaines préparations de tabacs à chiquer.

## Origine

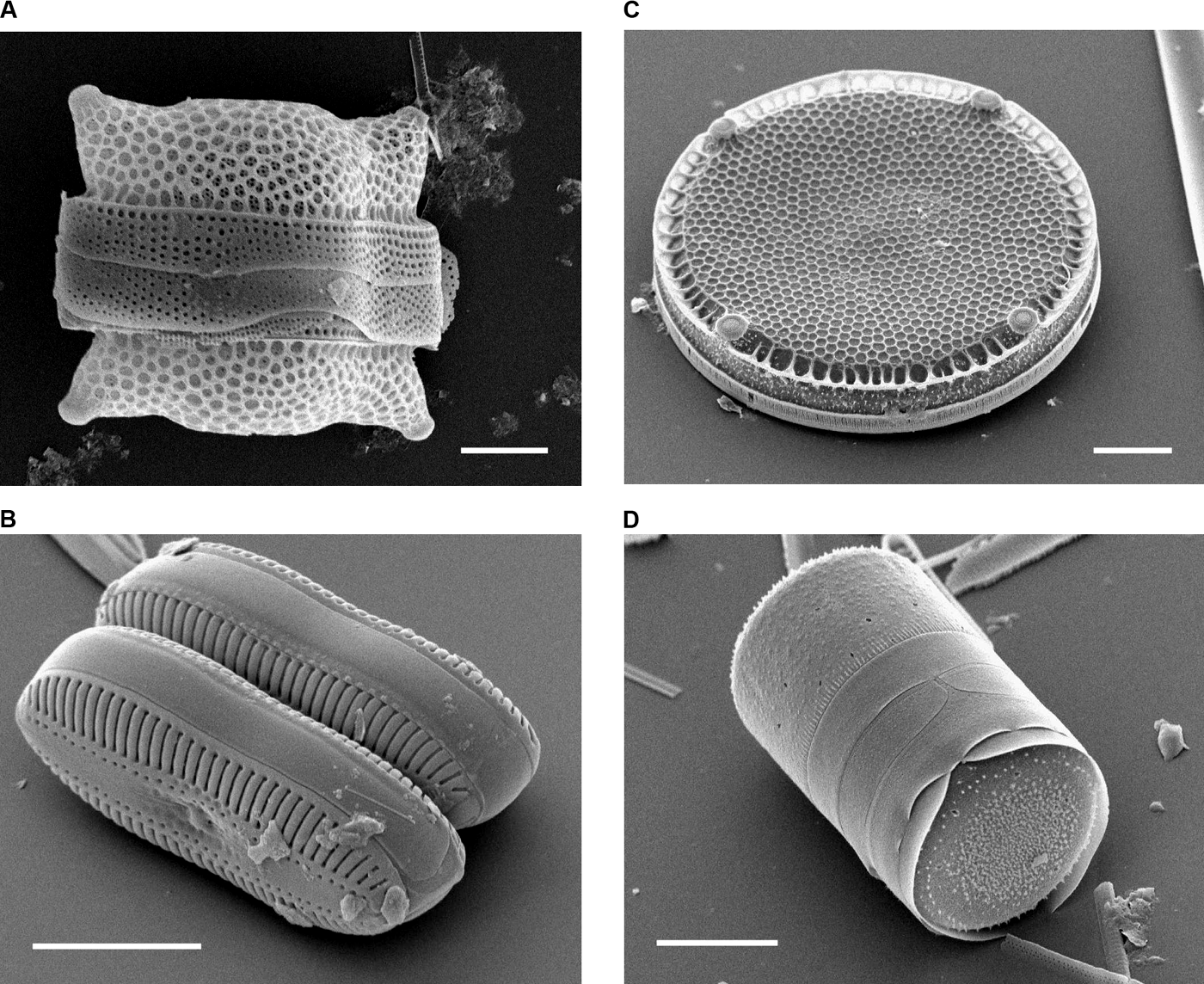
Diverses diatomées vues au microscope électronique

La célite est issue d'algues brunes appelées chromophycophytes. Ces algues vivent soit seules, soit en groupe, réunies en ruban. Elles peuvent également adhérer à d’autres plantes aquatiques, sans toutefois avoir un statut de parasite.

Les diatomées se rencontrent dans la nature dès que de l’humidité est présente (mer, eau douce).

## Santé
L'inhalation de silice cristalline est nocive pour les poumons et provoque une silicose. La silice amorphe est considérée comme ayant une faible toxicité, mais une inhalation prolongée provoque des modifications des poumons. La terre de diatomées est principalement constituée de silice amorphe mais contient un peu de silice cristalline, en particulier sous forme d'eau salée. Dans une étude réalisée en 1978 auprès de travailleurs, ceux exposés à la terre de diatomée naturelle pendant plus de cinq ans n'avaient pas de modifications pulmonaires significatives, tandis que 40 % de ceux exposés à la forme calcinée avaient développé une pneumoconiose. Les formulations actuelles de terre de diatomées sont plus sûres, car elles sont principalement constituées de silice amorphe et contiennent peu ou pas de silice cristalline.
La diatomite produite pour les filtres de piscine est traitée avec une chaleur élevée (calcination) et un agent réducteur (carbonate de sodium), ce qui fait que le dioxyde de silicium amorphe initialement inoffensif prend sa forme cristalline.